# Еврейская поселенческая полиция
Еврейская поселенческая полиция  (ивр. משטרת היישובים העבריים‎) — подразделение нотрим, созданное в подмандатной Палестине в 1936 году, во время арабского восстания 1936—39 годов.

## История
В конце 1940 года в отрядах Еврейской поселенческой полиции насчитывалось около 15 тысяч человек. В 1946 году численность вооружённых полицейских отрядов составляла 16 тысяч человек. Согласно заявлению правительства Палестины в июне 1947 года, на которое ссылалась Палестинская комиссия Организации Объединенных Наций, в то время сами силы составляли только 1929 человек, а в начале 1948 года  –  около 2000 человек.  
Поселенческая полиция сотрудничала с англичанами в формировании объединенного подразделение, известного как Специальные ночные отряды, которыми командовал британский офицер по имени Чарльз Орд Вингейт, прибывший в Палестину в 1936 году и разделявший воззрения христианского сионизма. Специальные Ночные Отряды охраняли трубопровод компании «Iraqi Petroleum» и отражали нападения на этот трубопровод, которые совершались арабскими бандитами.
Британские власти предоставили полицейским специальную форму, стрелковое оружие, лёгкие грузовики и несколько пулемётов. Еврейская поселенческая полиция контролировала территории вокруг еврейских поселений и кибуцев. «Хагана» использовала силы Еврейской поселенческой полиции для обучения своих солдат. С момента образования поселенческой полиции и до конца 1945 года в полицейских отрядах отслужило 13 455 человек. Солдаты подразделений «Хаганы» проходили в вооружённых полицейских отрядах военную подготовку на законной основе . 
В числе заметных военнослужащих Еврейской поселенческой полиции был Ариэль Шарон, который вступил в вооружённый отряд в 1945 году и вскоре стал инструктором, а также Игаль Аллон. Оба затем служили министрами в правительстве Израиля. Шарон был премьер-министром, а Аллон — временным премьер-министром.